# 山名善之
山名 善之（やまな　よしゆき、1966年12月 - ）は、建築家・美術史家。東京理科大学理工学部建築学科教授。前ドコモモインターナショナル理事、日本イコモス理事、docomomo 2020＋1実行委員長、フランス政府公認建築家 architecte DPLG, 博士(美術史学) Docteur en histoire de l’art (EHESS, INHA, Paris I  Panthéon-Sorbonne)、東京都文京区生まれ。神奈川県鎌倉市出身、台東区在住。
ル・コルビュジエの研究で知られており、国立西洋美術館の世界文化遺産登録や出雲大社庁の舎の日本イコモスヘリテージ・アラート勧告に関わった。
2016年に開催された第15回ヴェネティア・ビエンナーレ国際建築展では、「日本館」のキュレーターを務め、特別審査員賞を受賞した。

## 主な略歴
飯田橋(東京都文京区水道二丁目)生まれ。横浜市立竹山小学校、西宮市立瓦木小学校、鎌倉市立玉縄小学校、
聖光学院中学校、高等学校、
- 1990年 東京理科大学工学部第一部建築学科卒業
- 1990年 香山アトリエ・環境造形研究所（現・香山壽夫建築研究所）（ - 1994年）

1994年 パリ大学Ⅲフランス語課程
1995年国立パリ・ベルヴィル建築学校dplg課程
- 1997年 アンリ・シリアニ・アトリエ（パリ・文化庁芸術家派遣研修員）（ - 2001年）
- 1999年 国立ナント建築学校(フランス) 契約講師（ - 2001年）maître de conférence
- 2001年 国立パリ・ベルヴィル建築大学建築学研究科建築学上級過程DPLG修了
- 2002年 社会科学高等研究院EHESS（École des hautes études en sciences sociales）／パリ第一大学Université Paris 1（Université Panthéon-Sorbonne） 美術史研究所INHA（Institut national d’histoire de l’art ）連携講座・近現代建築史博士課程修了[7]
- 2002年 東京理科大学工学部第二部建築学科専任講師
- 2005年 東京理科大学工学部第二部建築学科 助教授(現・准教授) (2014年より同理工学部建築学科)
- 2015年 東京理科大学理工学部建築学科教授

## 主な受賞
- 2008年 第３回西洋美術振興財団賞学術賞 (西洋美術振興財団)
- 2016年 ヴェネツィア・ビエンナーレ国際建築展特別審査員賞
- 2022年 日本イコモス賞
- 2025年　日本イコモス賞
- 2025年　日本建築学会賞(業績)

## 栄誉・叙勲
- 2017年 フランス芸術文化勲章シュヴァリエ[8]

## 主な研究分野
文化遺産論
- 西洋建築史、近現代建築史、フランス語文化圏論、フランス語教育

文化遺産(近現代)、シェアードヘリテージ、
旧植民地を含むフランス建築および都市、文化遺産分野における日仏交流、フランス語文化圏、文化遺産ツーリズム、世界遺産(20世紀遺産、シェアードヘリテージ)

## 著書
- 『世界遺産 ル・コルビュジエ作品群 』TOTO出版、2018年
- 『新宿駅西口広場―坂倉準三の都市デザイン』鹿島出版会、2017年
- 『国立西洋美術館 ール・コルビュジエの無限成長美術館ー』Echelle-1、2016年
- 『en[縁]:アート・オブ・ネクサス』(共著)TOTO出版、2016年
- 『ル・コルビュジェ　サヴォア邸ー1931　フランス　（World Architecture）』(写真)バナナブックス、2007年
- 『ジャン・プルーヴェ』(共著)TOTO出版、2004年

## 翻訳
- ル・コルビュジエ『マルセイユのユニテ・ダビタシオン』桑田光平共訳、筑摩書房、2010年
- ル・コルビュジエ『ムンダネウム』戸田穣訳、ちくま学芸文庫、2009年

## 監修
- 『コルビュジエさんのつくりたかった美術館』Echelle-1、2009年